# Роуз, Джордж (актёр)
В Википедии есть статьи о других людях с таким именем и фамилией — см. Роуз, Джордж.
Джордж Роуз (англ. George Rose; 19 февраля 1920, Бистер, Оксфордшир — 5 мая 1988, Сосуа, Пуэрто-Плата) — английский актёр театра, кино и телевидения, певец.

## Биография
Джордж Уолтер Роуз родился 19 февраля 1920 года в городке Бистер (Чаруэлл, Оксфордшир, Англия). Его отца звали Уолтер Джон Альфред Роуз, он был мясником; мать звали Ева Сара Рольф. Джордж был единственным ребёнком в семье. Окончив среднюю школу, Джордж начал работать секретарём в Оксфордском университете, затем три года отслужил в армии, после поступил в Центральную школу сценической речи и драматического искусства. В 1946 году состоялся театральный дебют Роуза — в бродвейской постановке «Генрих IV, часть 1». Служил в театре «Олд Вик», был членом Королевской шекспировской компании. С 1953 года Роуз начал сниматься в кино и на телевидении, и за 35 лет кино-карьеры появился в 75 фильмах и сериалах. В середине 1960-х годов актёр переехал на постоянное место жительство в США, в Нью-Йорк, не меняя своего британского гражданства.
Джордж Роуз был довольно экстравагантным человеком, например, он держал прирученную домашнюю 27-килограммовую рысь, кошку Жоффруа, каракала, нескольких обычных кошек и собак, дорогих попугаев и других редких животных — многие из его питомцев сопровождали Роуза в его турне, обитая в специально оборудованном для них доме на колёсах. У актёра была огромная коллекция грампластинок с примерно 17 000 песен. В 1984 году он приобрёл большой дом с тремя спальнями, бассейном, шикарным участком и видом на океан в городе Сосуа в Доминикане, где проводил всё своё свободное время.

### Личная жизнь и смерть
Роуз был гомосексуалистом, у него не было семьи, детей и постоянного партнёра. Задумавшись, кому он оставит наследство в два миллиона долларов после своей смерти, актёр в 1986 году усыновил 16-летнего местного подростка по имени Хуан, который к тому времени уже два года жил в доме Роуза, окружённый его заботой.

5 мая 1988 года Роуз находился в своём доме на двухнедельном перерыве в турне по США с постановкой «Друд». Его приёмный сын сообщил своему биологическому отцу, что старый актёр сексуально его домогается. Мужчина взял с собой брата и друга, и четверо (включая подростка) ворвались в дом актёра и избили его до смерти клюшками для гольфа. После они попытались инсценировать смерть Роуза в автокатастрофе, но это у них вышло очень неуклюже и в скором времени все четверо сознались в убийстве. Преступники были заключены в тюрьму, однако Хуана вскоре отпустили на свободу. В соответствии с завещанием он вступил в права наследования, так как именно его вина в убийстве доказана не была. Молодой человек быстро продал дом, в котором жил с Роузом последние четыре года, за 250 тысяч долларов (в 6—7 раз меньше его реальной стоимости) и уехал в США. Через семь лет он вернулся в родной Сосуа, потратив все деньги. Его отец, друг отца и дядя были освобождены в марте 1997 года, причём они провели за решёткой почти девять лет без возбуждения уголовного дела, что в Доминикане не редкость.
Джордж Роуз похоронен в безымянной могиле в Сосуа.

## Награды и номинации
| Год  | Премия                     | Категория                            | Постановка          | Результат |
| ---- | -------------------------- | ------------------------------------ | ------------------- | --------- |
| 1970 | Тони                       | Лучший актёр второго плана в мюзикле | Коко                | Номинация |
| 1974 | Драма Деск                 | Лучшее выступление                   | Мой толстый друг    | Победа    |
| 1974 | Outer Critics Circle Award | Лучший актёр в мюзикле               | Мой толстый друг    | Победа    |
| 1975 | Тони                       | Лучший актёр второго плана в пьесе   | Мой толстый друг    | Номинация |
| 1976 | Тони                       | Лучший актёр в мюзикле               | Моя прекрасная леди | Победа    |
| 1976 | Драма Деск                 | Лучший актёр в мюзикле               | Моя прекрасная леди | Победа    |
| 1977 | Драма Деск                 | Лучший актёр в мюзикле               | Она любит меня      | Номинация |
| 1979 | Драма Деск                 | Лучший актёр в пьесе                 | Зимородок           | Победа    |
| 1981 | Тони                       | Лучший актёр в мюзикле               | Пираты Пензанса     | Номинация |
| 1981 | Драма Деск                 | Лучший актёр в мюзикле               | Пираты Пензанса     | Номинация |
| 1986 | Тони                       | Лучший актёр в мюзикле               | Друд                | Победа    |
| 1986 | Драма Деск                 | Лучший актёр в мюзикле               | Друд                | Победа    |

## Бродвейские работы
- 1946 — Генрих IV, часть 1 — Пито
- 1946 — Генрих IV, часть 2 — Томас / лорд Бардольф / Пито / Молди
- 1946 — Царь Эдип — хор Тебана Элдерса
- 1946 — Критик[англ.] — сэр Кристофер Хэттон
- 1959 — Много шума из ничего — Догберри
- 1961—1963 — Человек на все времена[англ.] — Обычный Человек
- 1964 — Гамлет — Первый могильщик
- 1965—1966 — Королевская охота за солнцем[англ.] — Мартин Руис
- 1966—1967 — Прогуливаясь счастливым[англ.] — Генри Гораций Хобсон
- 1968 — Ограбление[англ.] — Траскотт
- 1969 — Кантерберийские истории[англ.] — стюард / Январь / плотник
- 1969—1970 — Коко — Луис Грефф
- 1970—1973 — Сыщик[англ.]
- 1972 — Мудрый ребёнок[англ.] — мистер Букер
- 1974 — Мой толстый друг[англ.] — Генри
- 1976—1977 — Моя прекрасная леди — Альфред П. Дулитл
- 1978—1979 — Зимородок — Хокинс
- 1979—1981 — Питер Пэн — мистер Дарлинг / Капитан Крюк
- 1981—1982 — Пираты Пензанса — генерал-майор Стэнли
- 1983 — Танцуй немного ближе[англ.] — доктор Джозеф Уинклер
- 1983—1984 — Ты не можешь взять это с собой[англ.]
- 1984 — Десятая Бетховена — Стивен Фолдгейт
- 1985 — Разве не все мы?[англ.] — преподобный Эрнест Линтон
- 1985—1988 — Друд[англ.] / Drood — Томас Сэпси, мэр / мистер Уильям Картрайт — 1985—1987 — Бродвей, 1988 — тур по США, во время которого Роуз был убит. В этих ролях его срочно заменил актёр Клайв Ревилл[7].

## Избранная фильмография

### Широкий экран
- 1953 — Опера нищих / The Beggar's Opera — тюремщик
- 1953 — Квадратный ринг[англ.] / The Square Ring — Уайти Джонсон
- 1954 — Добро умирает в зародыше / The Good Die Young — Кролик
- 1954 — Море не примет их[англ.] / The Sea Shall Not Have Them — Теббитт
- 1955 — Ночь, в которую мне суждено погибнуть[англ.] / The Night My Number Came Up — Беннетт
- 1955 — Джон и Джули[англ.] / John and Julie — полицейский
- 1956 — Длинная рука[англ.] / The Long Arm — Слоб, осведомитель
- 1956 — Достичь небес / Reach for the Sky — Эдвардс, командир эскадрильи (в титрах не указан)
- 1956 — Берегись, моряк[англ.] / Sailor Beware! — официант в Banfield's
- 1957 — Братья по закону[англ.] / Brothers in Law — Марк Фрост
- 1957 — Ширали[англ.] / The Shiralee — Донни
- 1957 — Нет времени для слёз[англ.] / No Time for Tears — Добби
- 1957 — Надоедливый Билл[англ.] / Barnacle Bill — Буллен
- 1958 — Повесть о двух городах[англ.] / A Tale of Two Cities — Роджер Клай (в титрах не указан)
- 1958 — Закон и беспорядок[англ.] / Law and Disorder — ответственный за тюремную камеру под зданием суда (в титрах не указан)
- 1958 — Гибель «Титаника» / A Night to Remember — Чарлз Джакин[англ.], старший пекарь «Титаника»
- 1959 — Джек-потрошитель[англ.] / Jack the Ripper — Кларк
- 1959 — Сердце мужчины / The Heart of a Man — Чарли
- 1959 — Ученик дьявола[англ.] / The Devil's Disciple — сержант-британец
- 1959 — Реактивный шторм[англ.] / Jet Storm — Джеймс Брок
- 1960 — Плоть и демоны[англ.] / The Flesh and the Fiends — Уильям Бёрк
- 1961 — Джонни без любви[англ.] / No Love for Johnnie — Эдвард Коллинс
- 1964 — Гамлет[англ.] / Richard Burton's Hamlet — Первый могильщик
- 1966 — Гавайи[англ.] / Hawaii — капитан Джандерс
- 1968 — Розовые джунгли[англ.] / The Pink Jungle — капитан Стопс
- 1971 — Новый лист[англ.] / A New Leaf — Гарольд
- 1973 — Из архива миссис Базиль Э. Франквайлер, самого запутанного в мире[англ.] / From the Mixed-Up Files of Mrs. Basil E. Frankweiler — Саксонберг
- 1983 — Пираты Пензанса[англ.] / The Pirates of Penzance — генерал-майор Стэнли
- 1988 — Легенда о Большой Лапе. Щенячья площадка[англ.] / Pound Puppies and the Legend of Big Paw — сэр Марвин Мак-Нэсти (озвучивание)

### Телевидение
- 1954 — Лицо любви[англ.] / The Face of Love — Фило, сержант-троянец
- 1956 — Приключения Робин Гуда / The Adventures of Robin Hood — нищий (в эпизоде The Wager[англ.])
- 1957 — Театр в кресле[англ.] / Armchair Theatre — Фред Сандерсон (в эпизоде The Pier)
- 1960 — Макбет[англ.] / Macbeth — Портер
- 1962 — Обнажённый город[англ.] / Naked City — Джордж Ланъярд Мак-Графф (в эпизоде Go Fight City Hall)
- 1971, 1984 — Великие выступления[англ.] / Great Performances — разные роли (в 2 эпизодах)
- 1975 — Бикон-Хилл[англ.] / Beacon Hill — Артур Хэкер (в 11 эпизодах)
- 1978 — Холокост / Holocaust — Франц Лоуи (в 4 эпизодах)
- 1980 — Субботним вечером в прямом эфире / Saturday Night Live — генерал-майор Стэнли из т/ф «Пираты Пензанса» (1980) (в выпуске Cast of «The Pirates of Penzance»)